# 浦江県
浦江県（ほこう-けん）は中華人民共和国浙江省に位置する省直轄の県であり、しばらくの間、金華市の代理管轄下に置かれている。

## 行政区画
- 街道：浦南街道、浦陽街道、仙華街道
- 鎮：黄宅鎮、白馬鎮、鄭家塢鎮、鄭宅鎮、岩頭鎮、檀渓鎮、杭坪鎮
- 郷：大畈郷、中余郷、前呉郷、花橋郷、虞宅郷